# Glänzende Smaragdlibelle
Die Glänzende Smaragdlibelle (Somatochlora metallica) ist eine Art aus der Familie der Falkenlibellen. Auffallend sind der erzgrün schillernde Körper und die smaragdgrünen Augen.

## Merkmale
Diese Libelle wird bis zu sechs Zentimeter lang und erreicht eine Flügelspannweite von sieben Zentimetern. Thorax und Abdomen sind glänzend metallisch-grün gefärbt, bei alten Tieren auch goldgrün bis kupfern. Die Stirn vor den Augen weist eine gelbe Querbinde auf. Die Männchen sind tailliert; ihr Hinterleib ist dann in Höhe des fünften und sechsten Segmentes am breitesten. Die Weibchen verfügen über eine auffallend lange (bis 3 mm) und senkrecht nach unten abstehende Legescheide. Die recht ähnliche Falkenlibelle (auch: Gemeine Smaragdlibelle; Cordulia aenea) unterscheidet sich unter anderem durch ein stärker keulenförmig verdicktes Abdomen (Männchen; am breitesten am 7. und 8. Segment) bzw. ein zylindrisches Abdomen ohne auffallende Legeröhre (Weibchen) und wirkt etwas stärker behaart.

## Verbreitung
Die Glänzende Smaragdlibelle ist ein eurosibirisches Faunenelement; nordwärts reicht ihr Areal bis zur subarktischen Waldgrenze (in Norwegen und Finnland bis 70°25' nördlicher Breite, in Sibirien bis 69°40' n.B.). Nach Osten erstreckt es sich bis nach Tomsk in Sibirien, westwärts bis Lothringen in Frankreich (darüber hinaus nur punktuell; das gilt auch für Großbritannien). In Südfrankreich, Nord- und Mittelitalien, auf der Balkanhalbinsel sowie in Kleinasien tritt die Unterart Somatochlora metallica meridionalis auf, die aber oft auch als eine eigene Art Balkan-Smaragdlibelle (Somatochlora meridionalis) angesehen wird. In Mittel-, Nord- und Osteuropa ist die Glänzende Smaragdlibelle verbreitet und regional häufig. In Deutschland ist sie insgesamt etwas seltener als die Falkenlibelle (Cordulia aenea), in Norddeutschland verhält es sich allerdings umgekehrt.

## Lebensraum und Lebensweise

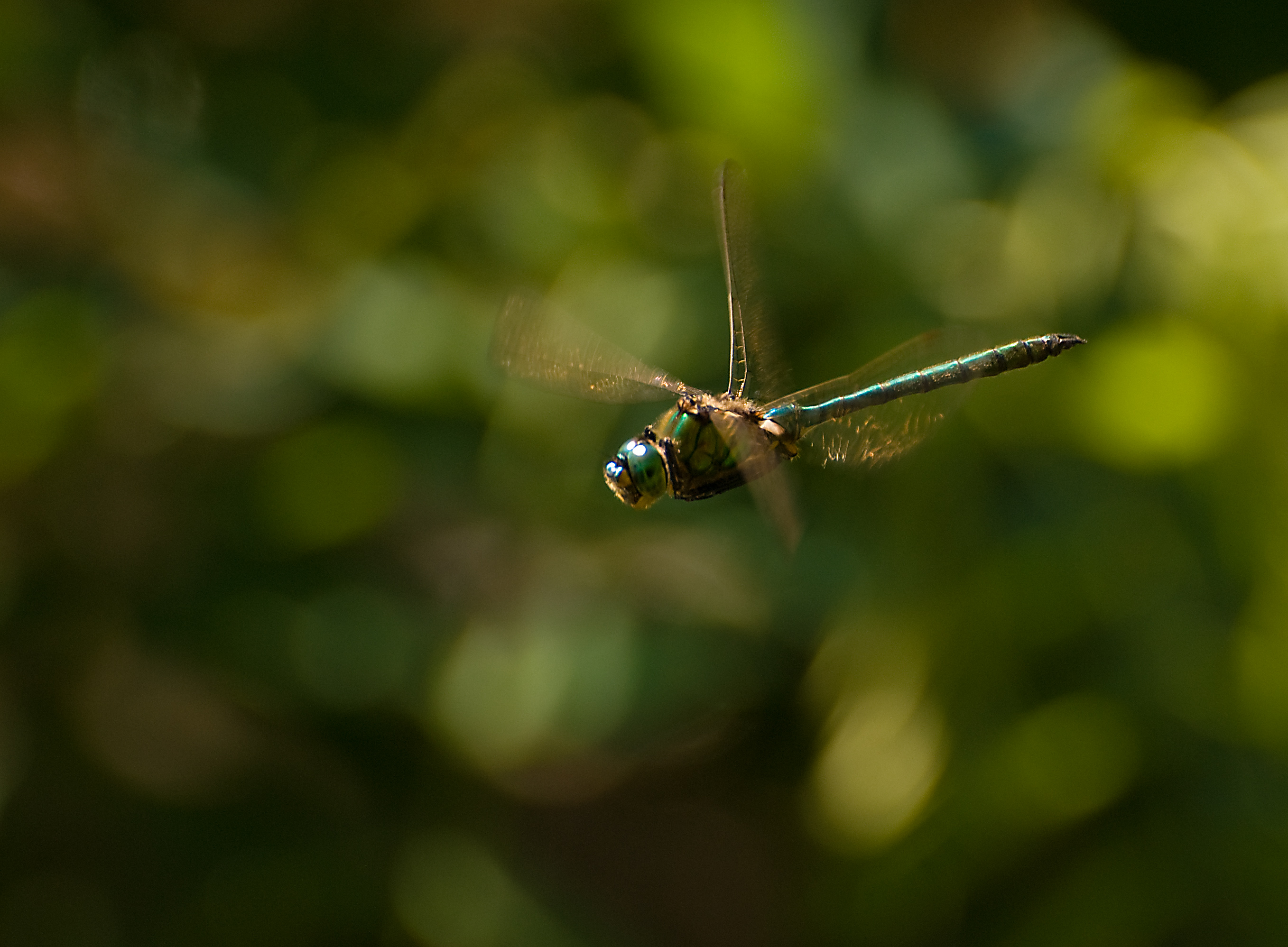
Glänzende Smaragdlibelle im Flug

Die Glänzende Smaragdlibelle bewohnt insbesondere stehende Gewässer mittlerer Größe, beispielsweise Teiche mit bewaldeten Ufern, nicht selten auch dystrophe Moorgewässer. Langsam fließende Gräben und Bäche werden aber ebenfalls besiedelt.
Die Flugzeit beginnt in Mitteleuropa manchmal Ende Mai, hat ihren Höhepunkt jedoch erst im Juli und August und endet im September. Einzeltiere werden als Imago selten älter als zwei Monate. Die Männchen ruhen kaum einmal, meist fliegen sie patrouillierend am Gewässerufer entlang. Sie sind auf der Suche nach Weibchen und vertreiben konkurrierende Männchen aus ihrem Revier. Weibchen halten sich im Röhricht versteckt. Bei der Eiablage nehmen sie eine auffällige Haltung ein, indem sie die beiden hintersten Abdominalsegmente rechtwinklig nach oben biegen. Dann wird im Rüttelflug unter wippenden Bewegungen der Hinterleib mit der Legeröhre ins Wasser getaucht, wobei die Eier abgestreift werden.
Die Eier entwickeln sich nach vier bis sechs Wochen zu Larven. Diese sind etwas kräftiger gebaut als die von Cordulia aenea und weisen gebogene Dorsaldornen auf. Sie verbringen zwei bis drei Jahre im Gewässer, bevor sie die Metamorphose zur Imago durchmachen.